# Liste der Einträge im National Register of Historic Places im Lamar County (Alabama)
Die Liste der Registered Historic Places im Lamar County führt alle Bauwerke und historischen Stätten im Lamar County in Alabama auf, die in das National Register of Historic Places aufgenommen wurden.

## Aktuelle Einträge
| Lfd. Nr. | Name                       | Bild | Datum der Eintragung | Adresse/Lage | Ort       | ID-Nr.   | Beschreibung |
| -------- | -------------------------- | ---- | -------------------- | ------------ | --------- | -------- | ------------ |
| 1        | James Greer Bankhead House |      | 13. Feb. 1975        | Wolf Rd.     | Sulligent | 75000316 |              |